# Правобережный район
Правобере́жный райо́н (осет. Рахизфарсы район) — административно-территориальная единица и муниципальное образование (муниципальный район) в составе Республики Северная Осетия — Алания Российской Федерации.
Административный центр — город Беслан.

## География
Правобережный район расположен в восточной части республики, на Осетинской наклонной равнине. На востоке граничит с Ингушетией, на юго-востоке — с Пригородным районом, на юге и юго-западе — с Ардонским районом, на северо-западе — с Кировским районом, на севере — с Моздокским районом.
Территория
Общая площадь территории района — 441,29 км2:
- занято под сельскохозяйственным производством — 277,55 км2
- промышленным производством — 6,06 км2
- лесохозяйственным производством — 4,92 км2
- земли поселений — 103,07 км2
- земли запаса — 46,18 км2

## Население
| 1959    | 1970    | 1979    | 1989    | 2002    | 2009    | 2010    |
| ------- | ------- | ------- | ------- | ------- | ------- | ------- |
| 34 042  | ↗45 807 | ↗47 279 | ↗48 809 | ↗55 685 | ↗55 867 | ↗57 063 |
| 2011    | 2012    | 2013    | 2014    | 2015    | 2016    | 2017    |
| ↘57 026 | ↗57 107 | ↗57 171 | ↘57 129 | ↗57 205 | →57 205 | ↘57 125 |
| 2018    | 2019    | 2020    | 2021    | 2023    | 2024    | 2025    |
| ↘57 088 | ↗57 115 | ↗57 388 | ↘55 495 | ↗55 510 | ↗55 643 | ↗55 684 |

### Урбанизация
В городских условиях (город Беслан) проживают 65,01 % населения района.

### Национальный состав
По данным Всероссийской переписи населения 2010 года:
| № | Национальность | Численность, чел. | Доля   |
| - | -------------- | ----------------- | ------ |
| 1 | осетины        | 50 017            | 87,7 % |
| 2 | русские        | 4 834             | 8,5 %  |
| 3 | другие         | 2 212             | 3,8 %  |

По итогам переписи населения 2020 года проживали следующие национальности (национальности менее 1 % и другое, см. в сноске к строке «Другие»):
| Национальность | Численность, чел. | Доля     |
| -------------- | ----------------- | -------- |
| Осетины        | 50 298            | 90,64 %  |
| Русские        | 3686              | 6,64 %   |
| Другие         | 1511              | 2,72 %   |
| Итого          | 55 495            | 100,00 % |

## Муниципально-территориальное устройство
В Правобережном районе 11 населённых пунктов в составе одного городского и 10 сельских поселений:
| №  | Городское и сельские поселения      | Административный центр | Количество населённых пунктов | Население | Площадь, км2 |
| -- | ----------------------------------- | ---------------------- | ----------------------------- | --------- | ------------ |
| 1  | Бесланское городское поселение      | город Беслан           | 1                             | ↗36 199   | 23,17        |
| 2  | Батакоевское сельское поселение     | село Батако            | 1                             | ↘1035     | 53,08        |
| 3  | Брутское сельское поселение         | село Брут              | 1                             | ↘1549     | 24,51        |
| 4  | Заманкульское сельское поселение    | село Заманкул          | 1                             | ↘1705     | 65,61        |
| 5  | Зильгинское сельское поселение      | село Зильги            | 1                             | ↗2105     | 37,58        |
| 6  | Новобатакоевское сельское поселение | село Новый Батако      | 1                             | ↘2996     | 24,06        |
| 7  | Ольгинское сельское поселение       | село Ольгинское        | 1                             | ↗3063     | 62,90        |
| 8  | Раздзогское сельское поселение      | село Раздзог           | 1                             | ↗518      | 17,49        |
| 9  | Фарновское сельское поселение       | село Фарн              | 1                             | ↗1384     | 18,12        |
| 10 | Хумалагское сельское поселение      | село Хумалаг           | 1                             | ↗3825     | 30,06        |
| 11 | Цалыкское сельское поселение        | село Цалык             | 1                             | ↗1305     | 48,73        |

| №  | Населённый пункт | Тип   | Население | Муниципальное образование           |
| -- | ---------------- | ----- | --------- | ----------------------------------- |
| 1  | Батако           | село  | ↘1035     | Батакоевское сельское поселение     |
| 2  | Беслан           | город | ↗36 199   | Бесланское городское поселение      |
| 3  | Брут             | село  | ↘1549     | Брутское сельское поселение         |
| 4  | Заманкул         | село  | ↘1705     | Заманкульское сельское поселение    |
| 5  | Зильга           | село  | ↗2105     | Зильгинское сельское поселение      |
| 6  | Новый Батако     | село  | ↘2996     | Новобатакоевское сельское поселение |
| 7  | Ольгинское       | село  | ↗3063     | Ольгинское сельское поселение       |
| 8  | Раздзог          | село  | ↗518      | Раздзогское сельское поселение      |
| 9  | Фарн             | село  | ↗1384     | Фарновское сельское поселение       |
| 10 | Хумалаг          | село  | ↗3825     | Хумалагское сельское поселение      |
| 11 | Цалык            | село  | ↗1305     | Цалыкское сельское поселение        |

## Религия
Православие
- Церковь святого Георгия Победоносца (г. Беслан);
- Церковь святой мученицы Варвары (г. Беслан);
- Храм на Крови святых Новомучеников и Исповедников Российских (г. Беслан, на месте теракта в школе 2004 года);
- Часовня святого благоверного Александра Невского (г. Беслан)
- Церковь святого Георгия Победоносца (с. Батако)
- Церковь святой Равноапостольной Ольги (с. Ольгинское)

Ислам
- Бесланская мечеть;
- Зильгинская мечеть;
- Заманкульская мечеть.

Протестантизм
- Дом молитв (г. Беслан)

## Экономика
Промышленность
В Правобережном районе действуют различные промышленные предприятия, из которых бюджетообразующими являются:
- Бесланский завод «Автоспецоборудование» — прицепы и полуприцепы к грузовым автомашинам;
- Бесланский щебзавод ОАО «РЖД» — щебень, гравий;
- ФГУП «Бесланский электромеханический завод» — комплектные трансформаторные подстанции;
- БЗЖБИ «Росжелдорстрой» — железобетонные изделия;
- ООО «Зильгинский кирпичный завод» — кирпич строительный;
- ООО «Строймост» — железобетонные конструкции;
- Бесланское автотранспортное предприятие — перевозка грузов и пассажиров;
- ООО «Интерагрокомплекс» — мука, комбикорма, макаронные изделия;
- ОАО «Бесланский маисовый комбинат» — патока крахмальная, крахмал сухой;
- ОАО «Исток», ОАО «Салют», ООО «Феникс», ОАО «Фаюр-Союз», ООО «Ариана-С», ЗАО «Возрождение» — спирт этиловый, водка и ликерово-дочные изделия, вина;
- Бесланский хлебозавод, Хумалагский хлебозавод — хлеб и хлебобулочные изделия.

Сельское хозяйство
На начало 2008 года площадь сельскохозяйственных угодий составляет 23814 га, в том числе: пашня — 18618 га, многолетние насаждения — 456 га, сенокосы — 1262 га, пастбища — 3478 га. Основными культурами в отрасли растениеводства являются зерновые колосовые, подсолнечник, картофель и овощи. Благоприятные почвенно-климатические условия позволяют при соответствующих материально-технических затратах получать высокие урожаи культур, а также заниматься садоводством.
На территории района расположено крупнейшее в Южном федерально округе предприятие ОАО «Бесланский маисовый комбинат», который занимается переработкой кукурузы на крахмалопродукты. Осуществляется реконструкция, направленная на дальнейший рост объёмов выпуска продукции. В районе действует племенной конный завод «Бесланский» по разведению чистокровной верховой породы лошадей.

## Культура и образование
- 20 детских садов,
- 19 средних школ,
- 1 школа интернат,
- 1 музыкальная школа,
- Спортивная школа,
- 1 Художественная школа,
- 9 Дворцов культуры,
- 2 Дома Молодёжи
- Дом пионеров,
- 12 Библиотек
- автошкола.